# Eloy Teruel
Eloy Teruel Rovira (nascido em 20 de novembro de 1982) é um ciclista espanhol, membro da equipe estadunidense Jamis-Hagens Berman. Participou nos Jogos Olímpicos de 2012, em Londres, onde terminou em sexto lugar na perseguição por equipes. Na prova de omnium, obteve a nova colocação.